# Девід Фаррел
Девід Майкл Фаррел (англ. David Michael Farrell), або Девід Фенікс — музикант американського гурту Linkin Park.

## Біографія
Народився 8 лютого 1977 року в Плімуті, Массачусетс, але живе зараз в Лос Анджелесі. Фенікс виховувався в католицькій сім'ї до другого класу, а потім його відправили до протестантської церкви. Грати на гітарі Девіда навчила його матір, яка і зараз залишається його головним натхненником. Особливий вплив на Фенікса в дитинстві зробив його старший брат Джо.
Фенікс виріс на музиці, яку слухав його брат, за що тепер йому дуже вдячний. Після того, як Девід переїхав в Каліфорнію, він почав грати в Tasty Snax — християнською панк — групі, яка пізніше була перейменована в The Snax. Будучи саме в цій групі він перейшов з гітари на бас-гітару. Потім він став басистом в Xero, яка пізніше стала Hybrid Theory, a потім Linkin Park. Коли Фенікс грав в Xero, він вирішив відправитися в тур зі своєю колишньою групою The Snax, але після туру все одно продовжував грати в Xero.Також Девід має вищу освіту, він закінчив університет UCLA. Коли Linkin Park тільки починав існувати, Phoenix і Brad були сусідами по кімнаті в UCLA, і тренувалися грі на гітарі разом. Фенікс написав кілька пісень для альбому LP Hybrid Theory, а на концерті в Minneapolis 8 лютого публіка скандувала «Happy Birthday Phoenix». Він також вміє грати на багатьох музичних інструментах, включаючи скрипку, але віддає перевагу 4 і 5 струнним гітарам Ernie Ball Sting Ray Bass Guitars, і також використовує SWR Amplifiers. Дуже хоче навчитися грати на барабанах. Хоч Девід і досить активна людина — займається боксом, любить грати у футбол і кататися на сноуборді, а своїм улюбленим заняттям він вважає сон. Улюблений фільм Фенікса — Хоробре Серце, а з музики він воліє Weezer, Beatles, The Deftones, The Roots, Bob Marley, SarahMcLaughlin, Hughes & Wagner, Harrod & Funck. Також він любить мексиканську кухню.

### Приватне життя
28 грудня 2002 одружився з Лінсі Фаррелл, в 2007 став батьком. Старший син — Джо, молодший син — Тайлер.
Фаррелл каже, що найбільший вплив на нього зробили: мати, брат, Джо, і групи Weezer, The Beatles, the Deftones, The Roots, Боб Марлі, Сара Маклафлін, Hughes & Wagner і Harrod & Funck.

## Девід Фаррел і Україна
12 червня 2012 у складі гурту Linkin Park Девід Фаррел дав концерт у місті Одеса.